# Pleorama
Als Pleorama (von altgriechisch πλεῖν plein „Schiff fahren, schiffen, segeln“ und ὅραμα horama „Ansicht, Erscheinung“) bezeichnet man eine Variante des Panoramabilds, deren Ziel es ist, den Betrachtenden z. B. Strandgegenden in einer Illusion als großflächiges bewegtes (Wand-)bild so zu zeigen, wie sie tatsächlich erscheinen würden, wenn sie vom Wasser, von einem Schiff, aus betrachtet würden.
Das Pleorama wurde von dem Architekten Carl Ferdinand Langhans und dem Techniker, Dichter und Künstler August Kopisch erfunden und erstmals im Jahre 1831 in Breslau realisiert: Es hatte den Golf von Neapel als Motiv und war von Kopisch zusammen mit dem Theatermaler Antonio Sacchetti angefertigt worden. Das Publikum saß in einer schaubudenartigen überdachten Barke, an deren Fenstern Landschaftspanoramen vorbeigezogen wurden; als Ergänzung wurden den Zuschauern Erläuterungen zum Gesehenen vorgelesen.
Pleoramen können als erste Vorläufer einer „virtuellen Realität“ eingeordnet werden, sie läuteten die Ära des bewegten Bildes im Kino ein.